# 西古尔纳油田
西古尔纳油田（阿拉伯语:غرب قرنة）是伊拉克最大的油田之一，位于巴士拉以西，鲁迈拉油田以北。其可开采石油储量在100亿到150亿桶之间，最高产量估计可达每天100万桶。